# نیو پلایموث (آیداهو)
نیو پلایموث (به انگلیسی: New Plymouth) شهری در شهرستان پایت ایالت آیداهو است که جمعیت آن در سرشماری سال ۲۰۱۰ میلادی ۱٬۵۳۸ نفر بوده است.

## موقعیت جغرافیایی
موقعیت جغرافیایی شهرها و مناطق اطراف به شرح زیر است: